# Swing (ritme)

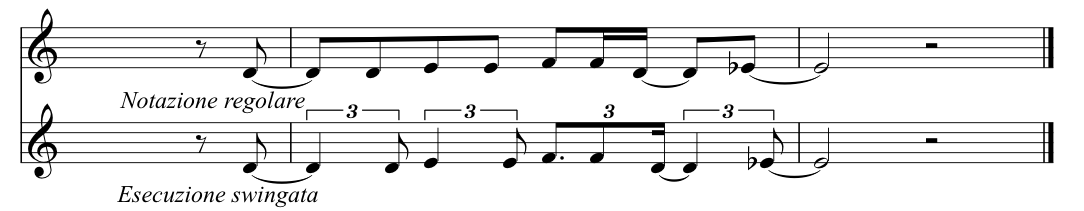
Voorbeeld van swingnotatie

Swing is het ritme en timing waarbij de achtsten ongeveer worden gespeeld alsof ze deel uitmaakten van een triool. De duur van de eerste (achtste) noot in een paar wordt verlengd, terwijl de lengte van de tweede achtste wordt verkort.
Waar bij jazz achtste noten worden gespeeld voor de swing, worden bij genres als funk en jazzrock zestiende noten gespeeld.